# Brachyphleps tristis
Brachyphleps tristis är en tvåvingeart som beskrevs av Lindner 1965. Brachyphleps tristis ingår i släktet Brachyphleps och familjen vapenflugor.
Artens utbredningsområde är Kongo. Inga underarter finns listade i Catalogue of Life.